# MEDIENwissenschaft Rezensionen, Reviews
MEDIENwissenschaft Rezensionen Reviews ist eine medienwissenschaftliche Zeitschrift. Sie wurde 1984 von Thomas Koebner und Karl Riha an der Philipps-Universität Marburg mit dem Ziel gegründet, die Medienwissenschaft in der akademischen Öffentlichkeit zu verankern. 
Die Zeitschrift ist als ein kritisches Forum konzipiert, das über die neuesten fachwissenschaftlichen Buchveröffentlichungen sowie über aktuelle Forschungsfelder berichtet. Im umfangreichen Rezensionsteil Neuerscheinungen: Besprechungen und Hinweise bietet sie als einzige deutschsprachige Zeitschrift einen Überblick über das breitgefächerte Spektrum aktueller Publikationen, die von fachkundigen Autoren nuanciert beurteilt werden.
Sie erscheint viermal jährlich im Schüren Verlag und wird (Stand 2023) herausgegeben von Angela Krewani, Burkhard Röwekamp, Jens Ruchatz und Yvonne Zimmermann.